# 사쿠라이 아유
사쿠라이 아유(일본어: 桜井 あゆ, 1991년 4월 15일~)는 일본의 성인 비디오 여배우다.